# 守本順一郎
守本 順一郎（もりもと じゅんいちろう、1922年4月6日 - 1977年10月1日）は、社会思想史学者。
東京生まれ。1950年東京大学経済学部卒業。55年名古屋大学法学部講師。助教授、62年教授、「中国封建思想成立史論」で名大法学博士。東洋政治思想史担当。55歳で死去。門下生に今中比呂志、舟橋喜恵、岩間一雄、雀部幸隆、巣山靖司ら。

## 著書
- 『東洋政治思想史研究』未来社　1967
- 『日本思想史　上』1974　新日本新書
- 『日本思想史の課題と方法』新日本出版社　1974　のち未來社
- 『アジア宗教への序章 神道・儒教・仏教』未来社　1980
- 『徳川政治思想史研究』未来社　1981
- 『徳川時代の遊民論』未来社　1985
- 『日本経済史』未来社　1987
- 『日本思想史 改訂新版』未來社　2009

### 共編著
- 『日本経済史』安藤良雄共著　1958　学灯文庫
- 『日本思想史』中下 岩間一雄編　1981-82　新日本新書

校注
- 『日本思想大系　山鹿素行』田原嗣郎共校注　岩波書店、1970

## 記念文集
- 『守本順一郎 思想史への道なかばに』安藤良雄編『守本順一郎 ― 思想史への道なかばに』刊行会　1979